# Calzada de Calatrava
Pour les articles homonymes, voir Calatrava.
Calzada de Calatrava est une commune d'Espagne de la province de Ciudad Real dans la communauté autonome de Castille-La Manche. Il est situé au sud de la capitale provinciale, carrefour de routes régionales CM-410 et CM-417, à 34 km de Puertollano et 22 km d'Almagro.

## Géographie

### Lieu
Calzada de Calatrava se trouve sur une plaine au pied des contreforts de Sierra Morena à 38,8 km au sud de la capitale provinciale.

### Localités limitrophes
|                                           | Granátula de Calatrava   |                  |
| Aldea del Rey et Villanueva de San Carlos | Calzada de Calatrava     | Viso del Marqués |
|                                           | San Lorenzo de Calatrava |                  |

## Personnalités liées à la commune
- Pedro Almodóvar, réalisateur, y est né.
- Agustín Almodóvar, producteur, y est né.
- Manu Ríos, acteur et influenceur y est né.